# Parakramabahu VII
Pour les articles homonymes, voir Parâkramabâhu.
Parakramabahu VII, ou Pandita Parâkkama Bãhu VII est un roi du royaume de Kotte, de la dynastie Siri Sanga Bo, dans l'actuel Sri Lanka

## Biographie
Pandita Parakramabahu VII est le fils de Bhuvanaikabahu VI son règne est bref car il est rapidement renversé par son oncle et homonyme Parakramabahu VIII